# Lars Kleppich
Lars Kleppich, né le 9 août 1967 à Sydney, est un skipper australien. 

## Carrière
Lars Kleppich participe aux Jeux olympiques de 1992 à Barcelone et remporte la médaille de bronze dans l'épreuve de la planche à voile Lechner A-390.